# Lysandra typhus
Lysandra typhus är en fjärilsart som beskrevs av Eugen Johann Christoph Esper. Lysandra typhus ingår i släktet Lysandra och familjen juvelvingar. Inga underarter finns listade i Catalogue of Life.